# Підрічанський заказник
Підрічанський — ботанічний заказник місцевого значення. Об'єкт розташований на території Камінь-Каширського району Волинської області, ДП «Камінь-Каширське ЛГ», Нуйнівське лісництво, квартал 19, виділи 10, 22, 23.
Площа — 22,6 га, статус отриманий у 1980 році.
Статус надано з метою охорони та збереження у природному стані низькобонітетних насаджень сосни звичайної (Pinus sylvestris) віком близько 90 років, у трав'яному покриві яких переважають осоки (Carex), сфагнум Sphagnum, багно звичайне (Ledum palustre), журавлина болотна (Oxycoccus palustris).